# Aniceto Llorente Arregui
Aniceto Llorente Arregui (nascut el 1854 - ?) fou un docent i polític espanyol, diputat a Corts Espanyoles durant la restauració borbònica.
El 1894 fou nomenat catedràtic d'agricultura de l'Institut d'Ensenyament Secundari de Burgos. Va militar en partits republicans, primer en el Partit Republicà Democràtic Federal i després en la Unió Republicana, amb la qual fou elegit diputat per Vitòria a les eleccions generals espanyoles de 1905 i 1907. També fou escollit regidor de l'ajuntament de Logronyo en 1904.
Fou novament elegit diputat pel districte de València dins la Conjunció Republicano-Socialista a les eleccions generals espanyoles de 1916.